# Erich Juskowiak
Erich Juskowiak (Oberhausen, 7 settembre 1926 – Düsseldorf, 1º luglio 1983) è stato un calciatore tedesco, di ruolo terzino sinistro.